# استفتاء الوضع في دارفور 2016
تم إجراء استفتاء حول الوضع الدائم لدارفور داخل السودان في 11-13 أبريل 2016. والذي كان من المقرر إجراؤه في 1 و2 يوليو 2011، ولكن تم تأجيله. تضمنت اتفاقية سلام دارفور الموقعة في مايو 2006 بندًا لإجراء مثل هذا الاستفتاء في جميع أنحاء منطقة دارفور لتحديد الوضع الدائم لتلك المنطقة داخل السودان. كما أنشأ الاتفاق سلطة إقليمية في دارفور للمساعدة في إدارة المنطقة في الفترة التي تسبق الاستفتاء. كان الاستفتاء خاضعا للمقاطعة، مما أدى إلى احتجاجات الطلاب واتهامات تزوير الأصوات. تم الإعلان عن النتائج في 23 أبريل 2016، وكانت لصالح الإبقاء على الوضع الراهن.

## خلفية
نص اتفاق سلام دارفور على أنه ينبغي إجراء الاستفتاء بعد اثني عشر شهرًا من إجراء الانتخابات الوطنية في دارفور، وفي موعد لا يتجاوز يوليو 2010. لم يتم الاستفتاء في ذلك الوقت. وفي كانون الأول / ديسمبر 2010، صرح الأمين العام للسلطة الإقليمية الانتقالية لدارفور، خالد بلال أحمد، بأن سكان دارفور «سيتخذون قرارهم النهائي» في عام 2011، مما يعني أن الاستفتاء سيُجرى في ذلك العام. كما أعلن رئيس السلطة التزامه بالاستفتاء في فبراير 2011.
وفي 3 مارس 2011، ذُكر أن الاستفتاء سيُجرى في غضون ثلاثة أشهر.
في 9 مارس 2011، أُعلن أنه سيتم إنشاء ولايتين أخريين في دارفور: ولاية وسط دارفور حول زالنجي وولاية شرق دارفور حول الضعين. المرسوم الرئاسي الذي جعل هذا المسؤول لم يُنشر بعد؛ واحتجت الجماعات المتمردة وقالت إن هذا محاولة لزيادة تقسيم نفوذ دارفور. وأعلن أيضًا أن هذا التغيير لن يؤثر على الاستفتاء المخطط له. صادق مجلس الوزراء السوداني على خطة الولايات الإضافية في دارفور في 5 مايو 2011.
صدر مرسوم رئاسي يصرح بالتحضير للاستفتاء. وذكر المرسوم ثلاث ولايات فقط في دارفور، مشيراً إلى أنه تم إلغاء إنشاء وسط وشرق دارفور. لم يذكر التاريخ في المرسوم. وفي يناير 2012، تم إنشاء ولايتين إضافيتين، ولايتي وسط دارفور وشرق دارفور وتم تعديل المحافظات.
في يونيو 2011، ذكرت حكومة السودان أنه إذا تم اعتماد اتفاقية سلام دارفور الجديدة قبل يوليو 2011، فعندئذ ستتوقف الاستعدادات للاستفتاء حيث ستحل الاتفاقية الجديدة محل اتفاقية أبوجا السابقة لعام 2005. يتضمن الاتفاق الجديد أحكاماً للتسوية بين ثلاث ولايات ومنطقة دارفور واحدة أكبر من خلال اقتراح ثلاث ولايات والإشراف على هيكل السلطة الإقليمية.
قبل أيام فقط من إجراء الاستفتاء - بعد قليل من التحضيرات - تم الاتفاق على تأجيل الاستفتاء وإجرائه بعد عام من توقيع اتفاقية سلام أخرى.
أرجأت الحكومة الاستفتاء إلى 11 أبريل 2016، وعقد الاستفتاء وسط مخاوف من العنف. حاول الاستفتاء توحيد إقليم دارفور كما كان في عام 1994 بعد أن تم تقسيمه أكثر في خمس ولايات في عام 2012.

## خيارات
أعطى الاستفتاء للناخبين خيارًا بين إما «إنشاء إقليم دارفور يتكون من الولايات الخمس» أو «الاحتفاظ بالوضع الراهن لخمس ولايات». وقد تم تنظيم الاستفتاء والإشراف عليه من قبل مفوضية الانتخابات الوطنية السودانية، كما سمح اتفاق السلام للمراقبين الدوليين.
بعد الاستفتاء، إذا حددت أغلبية الناخبين خيار تشكيل إقليم دارفور، فإن السلطة الإقليمية الحالية في دارفور ستشكل لجنة دستورية لتحديد اختصاصات وهيكلية حكومة إقليم دارفور. سيتعين بعد ذلك على المصادقة على الدستور من قبل المجالس التشريعية لولايات دارفور الثلاث في جلسة مشتركة في غضون ثلاثة أشهر من الاستفتاء. وسيشرف على هذه العملية رئيس السودان.

## استفتاء
قدم الاستفتاء لسكان دارفور خيارين:
- دمج ولايات دارفور الخمس في منطقة إدارية واحدة.

أو
- الحفاظ على الوضع الراهن في دارفور التي تدار باعتبارها خمس ولايات منفصلة.

على ورقة الاقتراع، تم استخدام منزل واحد كرمز لخيار المنطقة الفردية وتم استخدام مجموعة من خمسة منازل لتمثيل خيار الدول الخمس.
تم إجراء الاستفتاء على مدى ثلاثة أيام، بين 11 و 13 أبريل 2016.

### نتيجة
تم إعلان النتائج في 23 أبريل 2016:
| اختيار                      | الأصوات   | ٪     |
| --------------------------- | --------- | ----- |
| منطقة واحدة                 | 71.920    | 2.28  |
| خمس ولايات                  | 3.081.976 | 97.72 |
| مجموع                       | 3.207.596 | 100   |
| الناخبون المسجلون / الإقبال | 3.535.281 | 72.9  |
|                             |           |       |

## ردود فعل

### دولي
- الولايات المتحدة: أعربت الولايات المتحدة عن قلقها بشأن الأجواء وتوقيت التصويت. صرح المبعوث الأمريكي للسودان أنه «إذا تم عقده بموجب القواعد والشروط الحالية، فلا يمكن اعتبار الاستفتاء على دارفور تعبيرا ذا مصداقية عن إرادة أهل دارفور».[26] بعد هذا البيان، انتقدت وزارة الخارجية السودانية الولايات المتحدة لإصدارها بيانات متناقضة ضد عملية السلام الجارية في المنطقة.[27]